# 平尾十三塚
平尾十三塚（ひらおじゅうさんづか）は東京都稲城市平尾二丁目と、神奈川県川崎市麻生区五力田の境にある十三塚。東京都内で唯一、13基の塚全てが現存している十三塚である。

## 概要
稲城市平尾は多摩丘陵を造成して平尾団地が建設されるなど、丘陵地帯だが開発が進んだ地域である。
平尾十三塚は、この平尾団地南側の造成を受けていない区域にあり、稲城市と川崎市との境界をなす丘陵稜線上に13の塚がほぼ東西向きに整然と並んでいる。一般的な十三塚に見られる通り、中央の塚（7号塚）がやや大きく、両側に6基ずつやや小さい塚が並ぶ。
なお平尾十三塚の近くには、1536年（天文5年）に長信という僧侶が入定を遂げるために埋められた「平尾入定塚」がある。また少し離れた平尾一丁目には江戸時代中期の1708年（宝永5年）に築造された「平尾原経塚」があり、平尾は仏教関係の塚が密集している地域でもある。
1959年（昭和34年）と1968年（昭和43年）に発掘調査されており、中央の7号塚を中心に調査が行われたが、これも一般的な十三塚に見られる事例と同じで出土品等が全くなく、造られた年代やその目的などは不明のままとなった。
稲城市の馬場家に残る1686年（貞享3年）の裁許状（馬場家文書）によると、平尾村と片平村・古沢村（川崎市側の村）との間で入会地をめぐる争いがあり、昔からこの地にある平尾入定塚と平尾十三塚を結ぶ線を村の境界に定めたという。このため、江戸時代前半よりは古い時代からあったことは確実とみられている。

## 参考図書
- 稲城市教育委員会生涯学習課（編）「平尾十三塚」『文化財ノート』第33号、稲城市、1999年10月20日、1-2頁。